# Krisztus töviskoronázása (Tiziano, 1571)
A Krisztus töviskoronázása (Incoronazione di spine) Tiziano 1570–1571-ben, Velencében festett képe. Jelenleg Münchenben, a Alte Pinakothek galériában látható.

## Története
Tiziano egyik utolsó képe Tintoretto tulajdona volt, majd az ő halála után fia és örököse egy, az Alpoktól északra élő embernek adta el, így került Németországba.

## A festmény

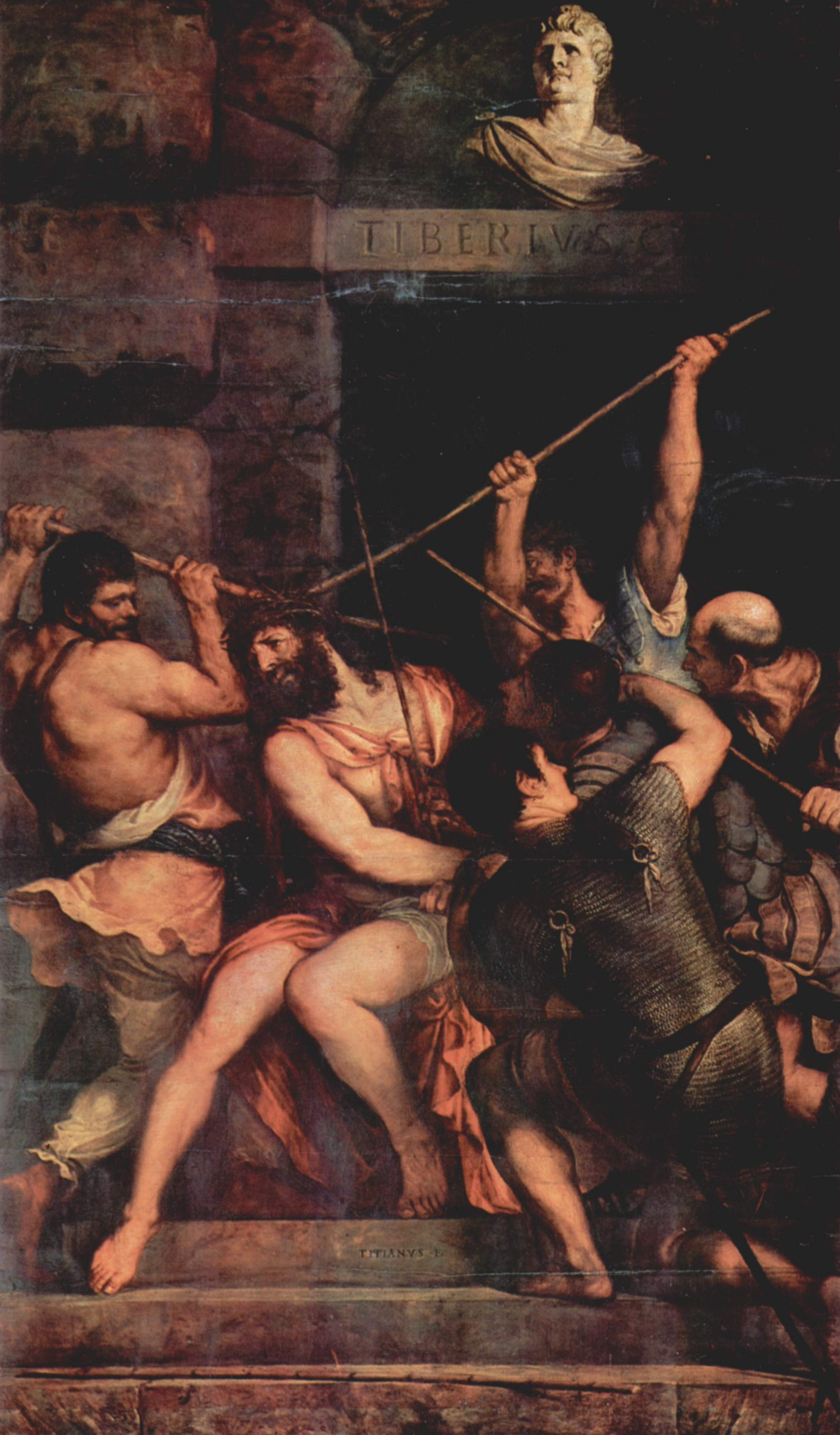
Tiziano: Krisztus töviskoronázása (1542-44, olaj, vászon), Louvre, Párizs

Az öreg mester ezen a képen egy harminc évvel korábbi kompozícióját ismételte meg. A kép tartalma mégis új: a tragikusan komor vásznon az emberi szenvedés magánya és a durva szenvedélyek heve alakul képpé.
Krisztus kínzását és szenvedését csak fáklyák fénye világítja meg. A rendkívül mozgalmas, kavargó alkotást egyebek közt az ecsetkezelés nyers ereje teszi megrázóvá. Az előtérben háttal álló férfialak Tiziano korábbi festményeinek díszesen öltözött szereplőire emlékeztet, a komor drámaiság, szenvedély és mozgalmasság viszont már mintegy Rembrandt művészetét előlegezi meg.